# Championnats du monde d'athlétisme en salle 2003
Navigation
- 1985
- 1987
- 1989
- 1991
- 1993
- 1995
- 1997
- 1999
- 2001
- 2003
- 2004
- 2006
- 2008
- 2010
- 2012
- 2014
- 2016
- 2018
- 2022
- 2024
- 2025

Les 9es Championnats du monde d'athlétisme en salle se sont tenus du 14 au 16 mars 2003 au National Indoor Arena de Birmingham, au Royaume-Uni. 589 athlètes issus de 132 nations ont pris part aux 28 épreuves du programme (14 masculines et 14 féminines).

## Disqualifications à la suite de dopage
L'Américaine Michelle Collins, vainqueur du 200 mètres féminin, est disqualifiée par l'IAAF en 2005 à la suite de son implication dans l'affaire de dopage du Laboratoire Balco. En conséquence, la Française Muriel Hurtis, deuxième de la course, récupère la médaille d'or de Collins. Dans l'épreuve du relais 4 × 400 mètres masculin, l'équipe des États-Unis (James Davis, Jerome Young, Milton Campbell et Tyree Washington), initialement vainqueur de l'épreuve, est finalement disqualifiée à la suite des aveux de dopage de Jerome Young. La Jamaïque récupère par conséquent la médaille d'or, le Royaume-Uni l'argent et la Pologne le bronze.
En octobre 2011, toujours à la suite de l'affaire de dopage du laboratoire BALCO, c'est au tour de Zhanna Pintusevich-Block de perdre la médaille d'or du 60 m au profit d'Angela Williams, de Torri Edwards et de Merlene Ottey qui récupèrent respectivement l'or, l'argent et le bronze.

## Résultats

### Hommes
| Épreuves         | Or                                                                                     | Argent                                                                           | Bronze                                                                                         |
| 60 m             | Justin Gatlin 6 s 46                                                                   | Kim Collins 6 s 53                                                               | Jason Gardener 6 s 55                                                                          |
| 200 m            | Marlon Devonish 20 s 62                                                                | Joseph Batangdon 20 s 76                                                         | Dominic Demeritte 20 s 92                                                                      |
| 400 m            | Tyree Washington 45 s 34                                                               | Daniel Caines 45 s 43                                                            | Paul McKee 45 s 99                                                                             |
| 400 m            | Tyree Washington 45 s 34                                                               | Daniel Caines 45 s 43                                                            | Jamie Baulch 45 s 99                                                                           |
| 800 m            | David Krummenacker 1 min 45 s 69                                                       | Wilson Kipketer 1 min 45 s 87                                                    | Wilfred Bungei 1 min 46 s 54                                                                   |
| 1 500 m          | Driss Maazouzi 3 min 42 s 59                                                           | Bernard Lagat 3 min 42 s 62                                                      | Abdelkader Hachlaf 3 min 42 s 71                                                               |
| 3 000 m          | Haile Gebreselassie 7 min 40 s 97                                                      | Alberto Garcia 7 min 42 s 08                                                     | Luke Kipkosgei 7 min 42 s 56                                                                   |
| 60 m haies       | Allen Johnson 7 s 47                                                                   | Anier Garcia 7 s 49                                                              | Liu Xiang 7 s 52                                                                               |
| Relais 4 × 400 m | Jamaïque Leroy Colquhoun Danny McFarlane Michael Blackwood Davian Clarke 3 min 04 s 21 | Royaume-Uni Jamie Baulch Timothy Benjamin Cori Henry Daniel Caines 3 min 06 s 12 | Pologne Rafał Wieruszewski Grzegorz Zajączkowski Marcin Marciniszyn Marek Plawgo 3 min 06 s 61 |
| Saut en hauteur  | Stefan Holm 2,35 m                                                                     | Yaroslav Rybakov 2,33 m                                                          | Henadz Maroz 2,30 m                                                                            |
| Saut à la perche | Tim Lobinger 5,80 m                                                                    | Michael Stolle 5,75 m                                                            | Rens Blom 5,75 m                                                                               |
| Saut en longueur | Dwight Phillips 8,29 m                                                                 | Yago Lamela 8,28 m                                                               | Miguel Pate 8,21 m                                                                             |
| Triple saut      | Christian Olsson 17,70 m                                                               | Walter Davis 17,.35 m                                                            | Yoelbi Quesada 17,27 m                                                                         |
| Lancer du poids  | Manuel Martínez 21,24 m                                                                | John Godina 21,23 m                                                              | Yuriy Bilonog 21,13 m                                                                          |
| Heptathlon       | Tom Pappas 6 361 pts                                                                   | Lev Lobodin 6 297 pts                                                            | Roman Šebrle 6 196 pts                                                                         |

### Femmes
| Épreuves         | Or                                                                                    | Argent                                                                             | Bronze                                                                          |
| 60 m             | Angela Williams 7 s 16                                                                | Torri Edwards 7 s 17                                                               | Merlene Ottey 7 s 20                                                            |
| 200 m            | Muriel Hurtis 22 s 54                                                                 | Anastasiya Kapachinskaya 22 s 80                                                   | Juliet Campbell 22 s 81                                                         |
| 400 m            | Natalya Nazarova 50 s 83                                                              | Christine Amertil 51 s 11                                                          | Grit Breuer 51 s 13                                                             |
| 800 m            | Maria Mutola 1 min 58 s 94                                                            | Stephanie Graf 1 min 59 s 39                                                       | Mayte Martínez 1 min 59 s 53                                                    |
| 1 500 m          | Regina Jacobs 4 min 01 s 76                                                           | Kelly Holmes 4 min 02 s 66                                                         | Yekaterina Rozenberg 4 min 02 s 80                                              |
| 3 000 m          | Berhane Adere 8 min 40 s 25                                                           | Marta Domínguez 8 min 42 s 12                                                      | Meseret Defar 8 min 42 s 58                                                     |
| 60 m haies       | Gail Devers 7 s 81                                                                    | Glory Alozie 7 s 90                                                                | Melissa Morrison 7 s 92                                                         |
| Relais 4 × 400 m | Russie Natalya Antyukh Yuliya Pechonkina Olesya Zykina Natalya Nazarova 3 min 28 s 45 | Jamaïque Ronetta Smith Catherine Scott Sheryl Morgan Sandie Richards 3 min 31 s 23 | États-Unis Monique Hennagan Meghan Addy Brenda Taylor Mary Danner 3 min 31 s 69 |
| Saut en hauteur  | Kajsa Bergqvist 2,01 m                                                                | Yelena Yelesina 1,99 m                                                             | Anna Chicherova 1,99 m                                                          |
| Saut à la perche | Svetlana Feofanova 4,80 m (RM)                                                        | Yelena Isinbayeva 4,.60 m                                                          | Monika Pyrek 4,45 m                                                             |
| Saut en longueur | Tatyana Kotova 6,84 m                                                                 | Inessa Kravets 6,72 m                                                              | Maurren Maggi 6,70 m                                                            |
| Triple saut      | Ashia Hansen 15,01 m                                                                  | Françoise Mbango Etone 14,88 m                                                     | Kene Ndoye 14,72 m                                                              |
| Lancer du poids  | Irina Korzhanenko 20,55 m                                                             | Nadzeya Astapchuk 20,31 m                                                          | Astrid Kumbernuss 19,86 m                                                       |
| Pentathlon       | Carolina Klüft 4 933 pts                                                              | Natalya Sazanovich 4 715 pts                                                       | Marie Collonvillé 4 644 pts                                                     |

## Tableau des médailles
| Rang | Nation                     | Or | Argent | Bronze | Total |
| ---- | -------------------------- | -- | ------ | ------ | ----- |
| 1    | États-Unis                 | 10 | 4      | 3      | 16    |
| 2    | Russie                     | 5  | 4      | 3      | 12    |
| 3    | Suède                      | 4  | 0      | 0      | 4     |
| 4    | Royaume-Uni                | 2  | 2      | 3      | 7     |
| 5    | Éthiopie                   | 2  | 0      | 1      | 3     |
| 5    | France                     | 2  | 0      | 1      | 3     |
| 7    | Espagne                    | 1  | 4      | 1      | 6     |
| 8    | Allemagne                  | 1  | 1      | 2      | 4     |
| 9    | Mozambique                 | 1  | 0      | 0      | 1     |
| 10   | Biélorussie                | 0  | 2      | 1      | 3     |
| 10   | Jamaïque                   | 0  | 2      | 1      | 3     |
| 12   | Cameroun                   | 0  | 2      | 0      | 2     |
| 13   | Kenya                      | 0  | 1      | 2      | 3     |
| 14   | Bahamas                    | 0  | 1      | 1      | 2     |
| 14   | Cuba                       | 0  | 1      | 1      | 2     |
| 14   | Ukraine                    | 0  | 1      | 1      | 2     |
| 17   | Autriche                   | 0  | 1      | 0      | 1     |
| 17   | Danemark                   | 0  | 1      | 0      | 1     |
| 17   | Saint-Christophe-et-Niévès | 0  | 1      | 0      | 1     |
| 20   | Brésil                     | 0  | 0      | 1      | 1     |
| 20   | Tchéquie                   | 0  | 0      | 1      | 1     |
| 20   | Irlande                    | 0  | 0      | 1      | 1     |
| 20   | Maroc                      | 0  | 0      | 1      | 1     |
| 20   | Pays-Bas                   | 0  | 0      | 1      | 1     |
| 20   | Pologne                    | 0  | 0      | 1      | 1     |
| 20   | Chine                      | 0  | 0      | 1      | 1     |
| 20   | Sénégal                    | 0  | 0      | 1      | 1     |
| 20   | Slovénie                   | 0  | 0      | 1      | 1     |

## Légende
- RM : Record du monde